# Domen Novak
Domen Novak (født 12. juli 1995 i Novo Mesto) er en spansk cykelrytter, der kører for UAE Team Emirates XRG.